# Барашиков, Арнольд Яковлевич
Барашиков Арнольд Яковлевич (17 августа 1936, Кривой Рог, Днепропетровская область — 16 ноября 2015, Киев) — советский и украинский инженер-строитель. Доктор технических наук (1980), профессор (1982). Лауреат Государственной премии Украины в области науки и техники (2007).

## Биография
Родился 17 августа 1936 года в городе Кривой Рог Днепропетровской области.
В 1959 году окончил Киевский инженерно-строительный институт. С 1962 года работал в Киевском инженерно-строительном институте: ассистент, с 1969 года — старший преподаватель, с 1971 года — доцент, в 1974—1980 годах — декан факультета городского строительства, в 1981—2015 годах — заведующий кафедрой.
Умер 16 ноября 2015 года в Киеве.

## Научная деятельность
Специалист в области строительной инженерии.
В область научных интересов входили: расчёт железобетонных конструкций при действии длительных сложных нагрузок; оценка надёжности и техническая эксплуатация зданий и сооружений; сейсмоустойчивое строительство, реконструкция и усиление строительных сооружений.

### Научные труды
- Расчёт железобетонных конструкций на действие длительных переменных нагрузок. Киев. 1974; 1977;
- Железобетонные конструкции. Курсовое дипломное проектирование: Учебное пособие. Киев. 1987 (в соавторстве);
- Залізобетонні конструкції: Підручник. Київ. 1995 (в соавторстве);
- Оценка технического состояния строительных конструкций, зданий и сооружений. Киев. 1998 (в соавторстве);
- Технічна експлуатація будівель, споруд і міських територій: Підручник. Київ. 2000 (в соавторстве);
- Будівельні конструкції: Підручник. Київ. 2011 (в соавторстве).

## Награды
- Государственная премия Украины в области науки и техники (2007).